# Ypsolopha sasayamana
Ypsolopha sasayamana là một loài bướm đêm thuộc họ Ypsolophidae. Nó được tìm thấy ở Nhật Bản.